# Мост О’Коннелла
Мост О’Коннелла (англ. O'Connell Bridge) — мост через реку Лиффи в Дублине, Ирландия. Является продолжением одноимённой улицы города. Имеет около 45 м в длину и около 50 м в ширину.

## История
Первоначально, на этом месте стояла переправа, построенная в конце XVIII века, и носившая название мост Карлайла, в честь одного из лордов. В 1879—1882 годах старый мост перестроили и расширили, сделав его самым широким на реке. После реконструкции он получил своё современное название в честь Дэниэла О’Коннелла, который добился католической эмансипации, уравнявшей католиков в правах с протестантами.

## В литературе
Американский писатель-фантаст Рей Бредбери в 1961 году написал рассказ «Нищий с моста О’Коннелла». Главный герой со своей женой живут в одной из гостиниц Дублина. На улице к ним постоянно цепляются нищие, а самый загадочный из них стоит на мосту О’Коннелла. Герой рассказа не может отказать ни одному попрошайке, но нищему с моста О’Коннелла он никогда не дал ни пенни, потому что этот нищий слепой человек не терял самоуважения к себе ради подачки. Стоя на мосту, он играл на концертине, в непогоду он был с непокрытой головой и великолепно пел, аккомпанируя себе. Но никто не подал ему, и он умер.